# Philodromus lugens
Philodromus lugens este o specie de păianjeni din genul Philodromus, familia Philodromidae. A fost descrisă pentru prima dată de O. P.-cambridge, 1876.
Este endemică în Egipt. Conform Catalogue of Life specia Philodromus lugens nu are subspecii cunoscute.